# Leonídio de Pra Filho
Leonídio Pasquale de Pra Filho (Rio de Janeiro, 5 de setembro de 1961), conhecido como Léo Pra, ou  simplesmente Léo, é um ex-voleibolista brasileiro que atuava como central.
Léo é formado em Educação Física e com MBA em Gestão de Marketing Esportivo. Atuou na seleção brasileira por 10 anos e fez parte da “Geração de Prata” do Voleibol Brasileiro, mas foi cortado às vésperas dos Jogos da Los Angeles 1984.
Ele competiu na Seul 1988 , quando a equipe terminou o torneio em 4.° lugar.
Fez parte da comissão técnica em Londres 2012. Atualmente é assistente técnico da Seleção Brasileira de Voleibol Sentado e atua, desde 2007, na elaboração, implementação e coordenação de projetos educacionais pelas leis de incentivo ao esporte estadual (SP) e federal.
Clubes na Carreira:
-Clube Internacional de Regatas de Santos
-Bradesco Esportes
-Esporte Clube Banespa
-Fupes